# Friedrich Ludwig von Sckell
Friedrich Ludwig von Sckell, nemški krajinski vrtnar in arhitekt, * 13. september 1750, † 24. februar 1823.
Sckell se je vrtnarske obrti izučil v Sodnem tržnem vrtu v Schwetzingenu blizu Mannheima, kar mu je omogočila dvorna štipendija, ki jo je prejemal.  Vajeništvo je opravljal v Bruchsalu, Parizu in Versaillesu. Od 1773 do 1777 se je v AnglijaAngliji privadil angleškega načina vrtnarstva. Po vrnitvi je na novo izrisal vrtove parka Schönbusch v Aschaffenburgu za nadškofijo Mainz in nadškofa Friedricha Karla Josepha von Erthala. Tako kot vrtovi parka Schöntal je tudi te uredil na angleški način. Zatem je bil odgovoren za schwentzingenske vrtove (uredil naj bi jih v scenični park) in je skupaj z Benjaminom Thompsonom leta 1789 dobil delo na projektu Angleškega vrta v Münchnu. 
V času po Angleškem vrtu je Sckell nekaj časa služil vladarjem v Badenu, preden so ga poklicali nazaj v München leta 1803. Tam je kot direktor kraljevih vrtov dokončal Angleški vrt. Nato je tudi vrt parka Nymphenburg preuredil v bolj scensko postavitev.
Kot krajinski vrtnar je bil Sckell tudi odgovoren za grajske vrtove v Biebrichu in Oppenweilerju, in verjetno tudi v Dirmsteinu.
Sckella imamo za ustanovitelja angleškega tipa vrtov, ki ga je uvedel s pisanjem o obliki vrta ostalim strokovnjakom v Nemčiji. Njegov način členjenja elementov in rastlin se do neke mere uporablja v oblikovanju krajine v Nemčiji še danes.
Leta 1808 je Sckell za svoje delo prejel naziv Vitez Sckell. Umrl je leta 1823 v Münchnu. V času svoje smrti je delal kot direktor grajskih vrtov. V Angleškem vrtu so v njegovo čast postavili spomenik.